# Красноярське (Борівський район)
Красноярське — колишнє село в Борівському районі Харківської області, підпорядковувалося Ізюмській сільській раді.
1987 року в селі проживало 10 людей. Зняте з обліку 1997 року.
Село знаходилося за 3 км від лівого берега річки Нетриус. За 1 км розташоване село Новий Мир.

## Принагідно
- Сайт ВРУ